# Platja de la Llenya
La platja de la Llenya, també anomenada platja de l'Ampolla, és una platja natural del municipi de l'Ametlla de Mar (Baix Ebre) situada a ponent del cap de Santes Creus, entre la punta de l'Àliga i el port de l'Estany. Amagada sota de grans penya-segats rogencs, pins i atzavares, té una longitud de 57 metres i una amplada mitjana de 14 metres, formada per sorra gruixuda, grava i còdols. Molt a prop de la platja hi ha un càmping de primera categoria. El seu fons marí és ple de roques, cosa que la fa apta per a l'snorkel. S'hi pot accedir per la ruta senderista GR 92, i també hi ha zona d'aparcament.